# Brahmsstraße 1 (Weimar)

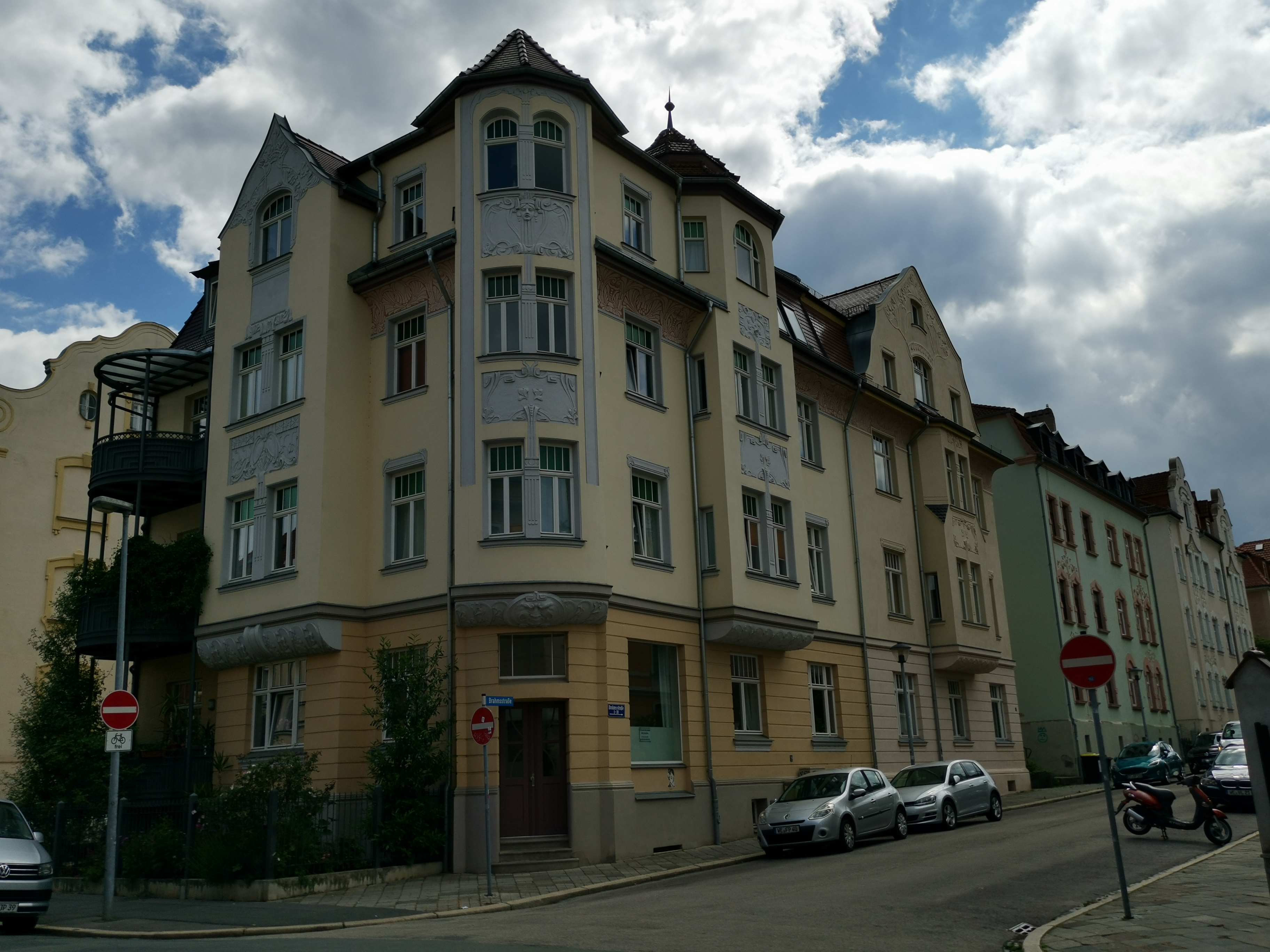
Brucknerstraße 11/Brahmsstraße 1

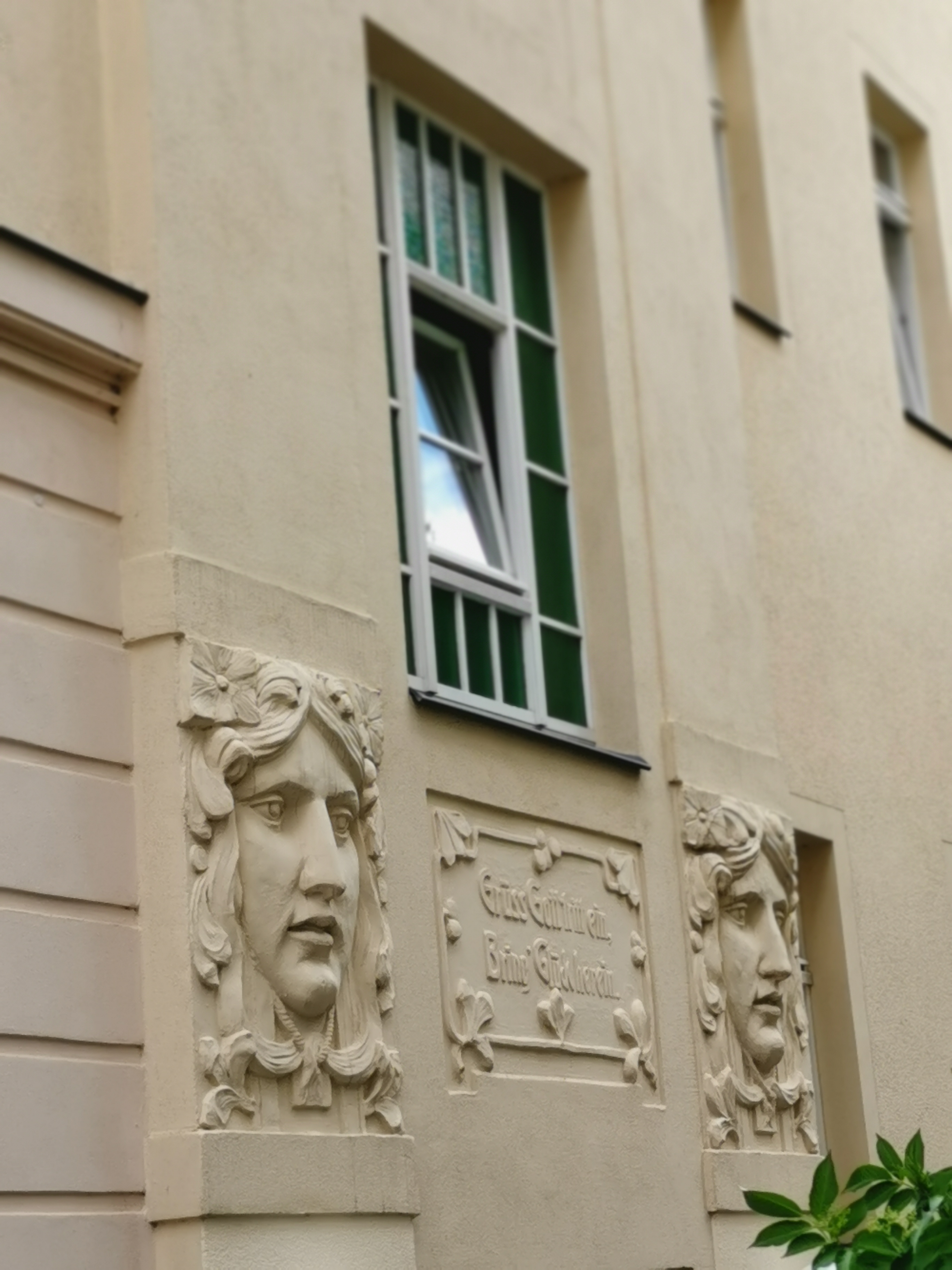
Detail Brucknerstraße 11/Brahmsstraße 1

Das Doppelhaus Brahmsstraße 1/Brucknerstraße 11 in der Westvorstadt von Weimar ist ein dreigeschossiges Mietshaus des Jugendstils. Das Gebäude steht unter Denkmalschutz.

## Architektur
Das Eckhaus wurde 1904/05 für den Bauunternehmer Bernhard Müller nach dem Entwurf von Otto und Rudolf Zapfe errichtet. Durch seine Ecklage ist es städtebaulich exponiert. Es besitzt mehrere mit vegetabilen Motiven ornamentverzierte Erker und verschiedene Dachaufbauten. Die Ausstattung im Gebäude ist noch weitgehend erhalten. Über dem Hauseingang der Haushälfte Brahmsstraße 1 stechen die Motive der Mädchenköpfe hervor, die das Textfeld „Grüß Gott tritt ein, Bring Glück herein.“ flankieren.
Am Haus Brucknerstraße 11 wurde auf dem Gehweg ein Stolperstein für Karl Sachs eingelassen. Dieser wurde im August 2021 illegal entfernt.